# Poa spiciformis var. spiciformis
Poa spiciformis var. spiciformis là một phân loài cỏ trong họ hòa thảo, thuộc chi poa.